# Херли (Њујорк)
Херли (енгл. Hurley) насељено је место без административног статуса у америчкој савезној држави Њујорк.

## Демографија
По попису из 2010. године број становника је 3.458, што је 103 (-2,9%) становника мање него 2000. године.
| Група             | 2000.         | 2010.         |
| Белци             | 3.355 (94,2%) | 3.168 (91,6%) |
| Афроамериканци    | 44 (1,2%)     | 48 (1,4%)     |
| Азијати           | 51 (1,4%)     | 68 (2,0%)     |
| Хиспаноамериканци | 76 (2,1%)     | 118 (3,4%)    |
| Укупно            | 3.561         | 3.458         |